# Congettura di Beal
La congettura di Beal è una congettura della teoria dei numeri resa popolare dal miliardario texano e matematico amatoriale Andrew Beal. Analizzando diverse generalizzazioni dell'ultimo teorema di Fermat, nel 1993 Andrew Beal formulò la seguente congettura:
Se {\displaystyle A^{x}+B^{y}=C^{z}}, dove {\displaystyle A}, {\displaystyle B}, {\displaystyle C}, {\displaystyle x}, {\displaystyle y} e {\displaystyle z} sono interi positivi e {\displaystyle x,y,z>2}, allora {\displaystyle A}, {\displaystyle B} e {\displaystyle C} hanno un fattore primo in comune.
Per esempio, la soluzione 33 + 63 = 35 ha tutte le basi divisibili per 3, e la soluzione 76 + 77 = 983 ha le basi con il fattore comune 7. In effetti, ci sono infinite soluzioni le cui basi hanno un fattore in comune. Per esempio, l'identità
{\displaystyle \left[a\left(a^{m}+b^{m}\right)\right]^{m}+\left[b\left(a^{m}+b^{m}\right)\right]^{m}=\left(a^{m}+b^{m}\right)^{m+1}}
fornisce una soluzione per ogni {\displaystyle a}, {\displaystyle b}, {\displaystyle m>3}. In questo caso, tutte le basi hanno il fattore comune {\displaystyle a^{m}+b^{m}}.
Fino al 2006, non c'erano controesempi noti. Le ricerche sono state effettuate almeno fino a 1.000 in tutte le variabili.
La congettura di Beal è una generalizzazione dell'ultimo teorema di Fermat, che corrisponde al caso in cui {\displaystyle x=y=z}. Se {\displaystyle a^{x}+b^{x}=c^{x}} con {\displaystyle x\geq 3}, allora o le basi sono coprime oppure hanno un fattore in comune. Se hanno un fattore in comune, allora, dividendole per il loro massimo comune divisore, si ottiene una soluzione più piccola con le basi coprime. In entrambi i casi, un controesempio dell'ultimo teorema di Fermat fornisce anche un controesempio della congettura di Beal.
La congettura non è valida nel più ampio dominio degli interi gaussiani. Dopo che era stato offerto un premio di $50 per un controesempio, Fred W. Helenius trovò che {\displaystyle (-2+i)^{3}+(-2-i)^{3}=(1+i)^{4}}.
È stato argomentato il fatto che altri matematici avessero già proposto la stessa congettura prima di Andrew Beal.
Beal ha offerto un premio di $1,000,000 USD per la dimostrazione o la confutazione della congettura.